# Franco Leys
Franco Ezequiel Leys (San Lorenzo, Provincia de Santa Fe, Argentina, 18 de octubre de 1993) es un futbolista argentino. Juega como centrocampista en el América de Cali de la Categoría Primera A de Colombia.

## Clubes
| Club                           | País      | Año           |
| ------------------------------ | --------- | ------------- |
| Colón de Santa Fe              | Argentina | 2013-2017     |
| Juventud Unida de Gualeguaychú | Argentina | 2017-2018     |
| Sarmiento de Junín             | Argentina | 2018-2019     |
| Temperley                      | Argentina | 2019-2020     |
| Patronato                      | Argentina | 2021-2022     |
| América de Cali                | Colombia  | 2023-presente |

## Palmarés

### Torneos nacionales
| Torneo                           | Club      | País      | Año  |
| -------------------------------- | --------- | --------- | ---- |
| Campeonato de Primera B Nacional | Colón     | Argentina | 2014 |
| Copa Argentina                   | Patronato | Argentina | 2022 |

### Logros en inferiores
| Torneo            | Club  | País      | Año     |
| ----------------- | ----- | --------- | ------- |
| Torneo de reserva | Colón | Argentina | 2012/13 |